# C10orf99
C10orf99‏ (Chromosome 10 open reading frame 99) هوَ بروتين يُشَفر بواسطة جين C10orf99 في الإنسان.